# Muktagachha
Muktagachha è un sottodistretto (upazila) del Bangladesh situato nel distretto di Mymensingh, divisione di Mymensingh. Si estende su una superficie di 314,71 km² e conta una popolazione di 415.473  abitanti (censimento 2011).